# AMTV
«AMTV» — бывший московский телеканал с абонентской платой, вещавший с 5 октября 1992 по 1 декабря 1996 года в Москве и Подмосковье на 27-м частотном канале.

## История
Учредителями телеканала стали: ООО «Научно-производственная и предпринимательская ассоциация „Марафон-TV“» (отсюда по первым буквам образовано название), коммерческая телекомпания «Москва-РЕВЮ», корпорация «Видеофильм», научно-производственное объединение «Астра», Главный центр радиовещания и телевидения, Санкт-Петербургский НИИ телевидения, Фонд развития спутниковой связи, Радиотехнический институт имени А. Минца.
Эфир телеканала состоял из показа художественных и документальных фильмов (свои фильмы предложили ЮНЕСКО, ВОЗ, выпускники ВГИКа) и трансляции музыкальных клипов. Концепция — элитное телевидение, была рассчитана на интеллектуальную аудиторию, её предполагалось производить по трём основным блокам: информационному, познавательному и развлекательному.
Информационный блок телеканала его учредители намеревались сформировать путём обмена важными новостями с зарубежными и региональными телекомпаниями и кабельным ТВ. Образовательный блок предполагалось создать из оригинальных программ для студентов, деловых людей и тех, кто только собирается заняться бизнесом. В развлекательном блоке предпочтение предполагалось отдать видеосюжетам и лентам, способным расширить кругозор телезрителей: программы о балете, джазе, поэзии. Но эти цели не осуществились.
По воспоминаниям некоторых московских телезрителей, хуже всех в столице канал «AMTV» принимался на проспекте Вернадского.
К сентябрю 1995 года телеканал оказался в кризисном состоянии, большинство учредителей ушли, тогда руководство телеканала — фирма «Марафон-TV» приняло решение привлечь западного инвестора — компанию Story First Communications Inc, владевшую несколькими российскими региональными телекомпаниями. Почти сразу после начала партнёрства (со 2 октября 1995 года) AMTV стал ретранслировать программы «Шестого канала» (Санкт-Петербург), а собственное вещание стало осуществляться только во время технических перерывов этого телеканала.
Через год с небольшим в декабре 1996 года телеканал AMTV и несколько российских региональных независимых телеканалов объединяются в новую телекомпанию — СТС-8 («Содружество (позже — сеть) телевизионных станций»). В Москве и Московской области запущенного канала на частоте 27 ТВК, в начальный период работы выходил с логотипами СТС-8 и AMTV, и показывались передачи обоих телеканалов, но спустя три месяца произошёл окончательный ребрендинг, все передачи телеканала AMTV были ликвидированы и раскиданы по остальным российским каналам и телеканал вещал на Москву и Подмосковье с логотипом СТС-8 (с 7 февраля 2000 по 12 августа 2009 года — как «СТС-Москва», далее как СТС).